# Lac la Ronge
Lac la Ronge är en sjö i provinsen Saskatchewan i Kanada. Lac la Ronge ligger 364 meter över havet och arean är 1 413 kvadratkilometer.
Trakten runt Lac la Ronge är nära nog obefolkad, med mindre än två invånare per kvadratkilometer.